# Woo Seung-yeon
Dans ce nom coréen, le nom de famille, Woo, précède le nom personnel.
Woo Seung-yeon, (en coréen : 우승연), née le 24 mai 1983 et morte le 27 avril 2009 à Séoul, est une mannequin et actrice sud-coréenne.

## Carrière
Woo Seung-yeon commence sa carrière dans le mannequinat en posant pour des publicités télévisées ou dans des magazines. En 2007, elle apparaît dans le film Herb.
En 2009, elle joue dans le rôle de Kae-ddong dans le film, Private Eye. La même année, elle a fait une pause pour ses études à l'université Chung-Ang où elle étudiant le français et la littérature française.

## Décès
Le 28 avril 2009, elle est retrouvée pendue dans son domicile à Séoul à 19 h 40 par sa colocataire. Avant sa mort, elle a envoyé un message à sa sœur : « Je suis désolée. » et a écrit dans son journal : « J'aime ma famille. Je suis tellement désolée de partir plus tôt ».

## Filmographie
- 2007 : Herb
- 2009 : Private Eye : Kae-ddong